# Stiftsbibliothek
Eine Stiftsbibliothek ist die einem Stift, also einer religiösen, klösterlichen Gemeinschaft zugeordnete Bibliothek. 

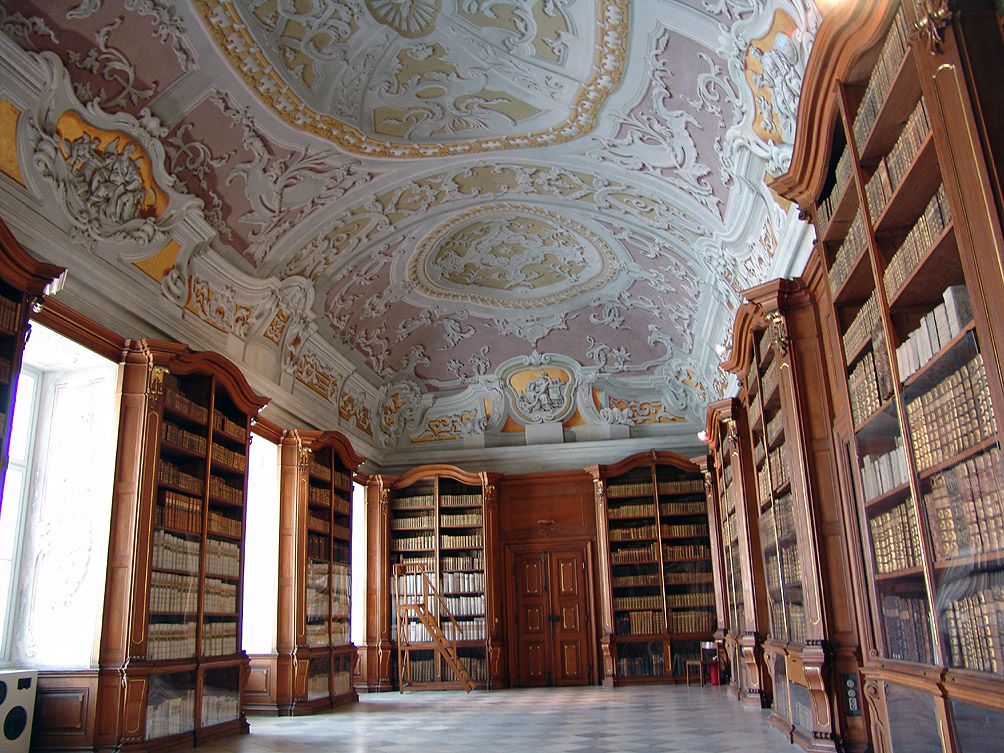
Stift Herzogenburg in Niederösterreich

Insbesondere in Österreich werden auch Klosterbibliotheken der Benediktiner, Zisterzienser, der sogenannten „alten Orden“, als Stiftsbibliotheken bezeichnet. Die berühmteste Stiftsbibliothek des deutschsprachigen Raums ist die Stiftsbibliothek St. Gallen, der 1805 aufgehobenen Benediktinerabtei St. Gallen.
In Österreich bildet die Stiftsbibliothek des regulierten Chorherrenstifts Stift Klosterneuburg mit ca. 240.000 Bänden, über 800 Inkunabeln und über 1.200 Handschriften die größte wissenschaftliche Privatbibliothek Österreichs. Die im Jahr 1776 fertiggestellte Stiftsbibliothek Admont wurde in der Literatur als 8. Weltwunder bezeichnet, da sie mit 70 m Länge, 14 m Breite und rund 13 m Höhe den weltweit größten klösterlichen Büchersaal bildet.
In Deutschland erlangte die Stiftsbibliothek Xanten des ehemaligen Chorherrenstifts St. Viktor ihren heutigen Umfang erst nach der Säkularisation. Eine bedeutende Stiftsbibliothek in der Schweiz ist die Stiftsbibliothek des Stifts Beromünster.
Eine Ausnahme bildet die von der Hofbibliothek Aschaffenburg verwaltete Stiftsbibliothek Aschaffenburg.

## Auswahl an Stiftsbibliotheken (alphabetisch)
- Stiftsbibliothek Admont[1]
- Hofbibliothek Aschaffenburg
- Stiftsbibliothek Kremsmünster
- Stiftsbibliothek Melk
- Stiftsbibliothek Herzogenburg
- Stiftsbibliothek Klosterneuburg
- Stiftsbibliothek St. Gallen
- Stiftsbibliothek Waldsassen
- Stiftsbibliothek Xanten